# Leonid Wierbicki
Leonid Łazariewicz Wierbicki (ros. Леонид Лазаревич Вербицкий; ur. 9 grudnia 1930 w Charkowie, zm. 26 listopada 2006 w Nowym Jorku) – radziecki i ukraiński kompozytor.
Zmarł w Nowym Jorku. Pochowany na tamtejszym Cmentarzu Góry Karmel (ang. Mount Carmel Cemetery).

## Wybrana muzyka filmowa
- 1975: Czego się czepiasz?